# Прыжки с трамплина на зимних Олимпийских играх 2018
Соревнования по прыжкам с трамплина на зимних Олимпийских играх 2018 года в Пхёнчхане прошли с 10 по 19 февраля в парке для прыжков с трамплина, расположенного в курорте Альпензия, вблизи посёлка Дэквалъмьён.
В рамках соревнований было разыграно 4 комплекта наград.

## Медали

### Общий зачёт
Жирным шрифтом выделено самое большое количество медалей в своей категории
| Общее количество медалей |          |        |         |        |       |
| Место                    | Страна   | Золото | Серебро | Бронза | Всего |
| 1                        | Норвегия | 2      | 1       | 2      | 5     |
| 2                        | Германия | 1      | 3       | 0      | 4     |
| 3                        | Польша   | 1      | 0       | 1      | 2     |
| 4                        | Япония   | 0      | 0       | 1      | 1     |
| Всего                    | Всего    | 4      | 4       | 4      | 12    |

### Медалисты

#### Мужчины
| Дисциплина                                | Золото                                                                                     | Серебро                                                                   | Бронза                                                        |
| Трамплин К-98 см. подробнее               | Андреас Веллингер Германия                                                                 | Юханн Андре Форфанг Норвегия                                              | Роберт Юханссон Норвегия                                      |
| Трамплин К-125 см. подробнее              | Камил Стох Польша                                                                          | Андреас Веллингер Германия                                                | Роберт Юханссон Норвегия                                      |
| Трамплин К-125 среди команд см. подробнее | Норвегия · Даниэль-Андре Танде · Андреас Стьернен · Йоханн Андре Форфанг · Роберт Юханссон | Германия · Карл Гайгер · Штефан Лайе · Рихард Фрайтаг · Андреас Веллингер | Польша · Мачей Кот · Стефан Хуля · Давид Кубацки · Камил Стох |

#### Женщины
| Дисциплина                  | Золото                | Серебро                    | Бронза               |
| Трамплин К-98 см. подробнее | Марен Лундбю Норвегия | Катарина Альтхаус Германия | Сара Таканаси Япония |

## Расписание
Время местное (UTC+9)
| День    | Дата                    | Старт | Соревнование                  | Вид соревнований |
| ------- | ----------------------- | ----- | ----------------------------- | ---------------- |
| День 0  | Четверг, 8 февраля      | 21:30 | Нормальный трамплин (мужчины) | Индивидуальное   |
| День 2  | Суббота, 10 февраля     | 21:35 | Нормальный трамплин (мужчины) | Индивидуальное   |
| День 4  | Понедельник, 12 февраля | 21:50 | Нормальный трамплин (женщины) | Индивидуальное   |
| День 8  | Пятница, 16 февраля     | 21:30 | Большой трамплин (мужчины)    | Индивидуальное   |
| День 9  | Суббота, 17 февраля     | 21:30 | Большой трамплин (мужчины)    | Индивидуальное   |
| День 11 | Понедельник, 19 февраля | 21:30 | Большой трамплин (мужчины)    | Командное        |

## Место проведения соревнований
| Центр прыжков на лыжах «Альпензия» |
| ---------------------------------- |
|                                    |
| Вместимость: 13 500                |

## Квалификация
По итогам квалификационных соревнований олимпийские лицензии получат 100 спортсменов (65 мужчин и 35 женщин), при этом максимальная квота для одного олимпийского комитета составит 8 спортсменов.